# Droga wojewódzka 431
Die Droga wojewódzka 431 (DW 431) ist eine 41 Kilometer lange Droga wojewódzka (Woiwodschaftsstraße) in der polnischen Woiwodschaft Großpolen, die Kórnik mit Granowo verbindet. Die Strecke liegt im Powiat Poznański und im Powiat Grodziski.

## Streckenverlauf
Woiwodschaft Großpolen, Powiat Poznański
-  Kórnik (Kurnik) (S 11, DK 11, DW 434)
- Mieczewo (Schwertingen)
- Świątniki (Heildorf)
- Rogalin (Eichenhain)
- Rogalinek (Warthebrück)
-  Mosina (Moschin) (DW 430)
- Krosinko (Bergdorf)
- Dymaczewo Stare (Altsee)
-  Dymaczewo Nowe (Neusee) (DW 306)
-  Będlewo (Moschin) (DK 5)
-  Wronczyn (Krähwinkel) (S 5)
- Modrze (Altsee)

Woiwodschaft Großpolen, Powiat Grodziski
-  Granowo (Granowo) (DK 32)